# Giuseppe Amorelli
Giuseppe Amorelli (Sambuca, 6 luglio 1781 – 13 dicembre 1840) è stato un vescovo cattolico italiano, vescovo di Siracusa dal 1824 al 1840.

## Biografia
Nato a Sambuca il 6 luglio 1781 dal dottore Paolo Amorelli, proconservatore del Regno, e da Maria Palmeri, compie gli studi nel Seminario di Girgenti dove riceve l'ordinazione sacerdotale il 21 settembre 1805.
Canonico della Collegiata di Bisacquino, arciprete parroco di San Giuseppe Jato (1813-1817), consegue il dottorato in utroque iure il 24 giugno 1817. A Catania ricopre  le cariche di canonico teologo, convisitatore, esaminatore sinodale delle diocesi di Palermo, Monreale e Catania, vice gran cancelliere della regia università, rettore del seminario dei chierici, cantore del capitolo della cattedrale e vicario generale.
Il 10 marzo 1823 papa Pio VII lo ha nominato vescovo titolare di Elenopoli in Bitinia; ha ricevuto l'ordinazione episcopale il successivo 16 marzo dal cardinale Bartolomeo Pacca, prefetto della Congregazione dei vescovi e regolari, coconsacranti gli arcivescovi Carlo Zen, segretario della stessa congregazione, e Pietro Caprano, segretario della Congregazione di Propaganda Fide
Il 20 dicembre 1824 lo stesso Papa lo ha nominato vescovo di Siracusa.
Il 27 marzo 1832 papa Gregorio XVI con la bolla Universalis Ecclesiae lo ha nominato arcivescovo concedendogli l'uso del pallio..
È morto il 13 dicembre 1840 dopo 16 anni di governo pastorale della diocesi.

## Genealogia episcopale
La genealogia episcopale è:
- Cardinale Scipione Rebiba
- Cardinale Giulio Antonio Santori
- Cardinale Girolamo Bernerio, O.P.
- Arcivescovo Galeazzo Sanvitale
- Cardinale Ludovico Ludovisi
- Cardinale Luigi Caetani
- Cardinale Ulderico Carpegna
- Cardinale Paluzzo Paluzzi Altieri degli Albertoni
- Papa Benedetto XIII
- Papa Benedetto XIV
- Papa Clemente XIII
- Cardinale Giovanni Carlo Boschi
- Cardinale Bartolomeo Pacca
- Vescovo Giuseppe Amorelli